# Flughafen Tanger-Boukhalef

i7
i11
i13
Der ca. 19 m hochgelegene Flughafen Tanger-Boukhalef (arabisch مطار طنجة ابن بطوطة, französisch Aeroport Tanger Ibn Batouta, IATA-Code: TNG, ICAO-Code: GMTT) ist der internationale Flughafen der Stadt Tanger in Marokko. Er liegt rund 14 km
südwestlich des Stadtzentrums.

## Ausstattung
Der Flughafen verfügt über eine 3500 m lange und 45 m breite Asphalt Start- und Landebahn; eine ältere 2000 m lange Bahn ist geschlossen. Es können sieben Jets abgestellt werden. Tanger-Boukhalef hat neben dem Flughafen Casablanca die längste marokkanische Start- und Landebahn. Der Flughafen Tanger ist für jeden Flugzeugtyp geeignet, auch für die Boeing 747-400. Der Flugbetrieb läuft täglich 24 Stunden.

## Modernisierung
Der Flughafen wurde im Jahr 2008 fertiggestellt und in Aeroport Tanger Ibn Batouta umbenannt. Der Flughafen umfasst eine Start- und Landebahn, sowie ein hochmodernes Terminal, welches allerdings über keine Fluggastbrücken verfügt. Aufgrund der Größe des neuen Terminals wird die jährliche Kapazität auf etwa 1,5 Mio. Passagieren pro Jahr geschätzt.

## Flugverbindungen
Verschiedene Fluggesellschaften betreiben sowohl nationale als auch internationale Flüge.

## Zwischenfälle
- Am 31. März 1965 kam es bei einer Convair CV-440 der spanischen Iberia (Luftfahrzeugkennzeichen EC-ATH) auf dem Flug von Malaga zum Flughafen Tanger 18 Kilometer westlich des Zielflughafens aus unbekannter Ursache zum Strömungsabriss und Absturz ins Meer. Von den 53 Insassen konnten nur drei überlebende Passagiere aus dem Meer gerettet werden.[4][5]

- Am 22. Dezember 1973 wurde eine Caravelle VI-N der belgischen Sobelair (OO-SRD), die durch Royal Air Maroc geleast war, im Anflug auf den Flughafen Tanger bei Dunkelheit und Regen nahe der Stadt Tétouan in den Berg Mellaline im Rif-Gebirge geflogen. Die Piloten kamen beim Landeanflug auf die Landebahn 28 östlich vom Kurs ab. Um 22:10 Uhr kollidierte die Maschine in 701 Metern Höhe mit dem Berg Mellaline des Rif-Gebirges nahe der Stadt Tétouan (siehe auch Flugunfall einer Sud Aviation Caravelle der Royal Air Maroc 1973).[6]

- Am 23. November 1988 verunglückte eine Vickers Viscount 807 der Gibraltar Airways (G-BBVH) bei der Landung auf dem Flughafen Tanger. Die vom nur 70 Kilometer entfernten Flughafen Gibraltar kommende Maschine rutschte nach dem Aufsetzen nach links von der Landebahn und über einen flachen Kanal, wobei sie irreparabel beschädigt wurde. Alle 78 Insassen, 4 Besatzungsmitglieder und 74 Passagiere, überlebten die während eines starken Regenschauers bei rund 18 Knoten Rückenwind durchgeführte Bruchlandung.[7]

## Passagierzahlen
| 1998    | 1999    | 2000    | 2001    | 2002    | 2003    | 2004    | 2005    | 2006    | 2007    | 2019      | 2020    | 2021    |
| ------- | ------- | ------- | ------- | ------- | ------- | ------- | ------- | ------- | ------- | --------- | ------- | ------- |
| 274.353 | 286.705 | 290.594 | 284.160 | 268.829 | 256.149 | 259.466 | 262.693 | 292.599 | 374.692 | 1.356.664 | 490.724 | 868.842 |

Quelle: Statistiques de l’Aéroport de Tanger